# Juan Francisco Casas
Juan Francisco Casas (La Carolina, Jaén, 21 de septiembre de 1976) es un artista, comisario y poeta español que recrea fotografías a gran escala en pintura al óleo sobre lienzo, así como a tinta utilizando solo un bolígrafo azul. Sus dibujos a boli bic son de estilo hiperrealista, la mayoría de ellas a gran formato (2-3 m) y se encuentran en galerías y museos de todo el mundo.

## Biografía
Juan Francisco Casas Ruiz se graduó en Bellas Artes por la Universidad de Granada como primero de su promoción y Premio Nacional de Fin de Carrera al mejor expediente universitario de España. Posteriormente, completó su doctorado en la universidad de Granada en 2004.

## Trayectoria
Desde el año 2000, ha expuesto su obra en el Museo Kunsthalle der Hypo-Kulturstiftung en Múnich, Kunsthalle de Emden (Alemania), el Kunsthal de Róterdam, el Cubo de Seongnam (Corea del Sur), el Museo Da2 de Salamanca y el ARTIUM de Vitoria (España). En la 2ª Bienal de Praga (comisariada por la revista Flash Art y Giancarlo Politi) y ha recibido premios como el Premio de la Real Academia de España en Roma, el Premio ABC de Pintura. o la Beca del Colegio de España en París. Ha publicado los libros de poesía y comisariado de exposiciones con artistas como Joseph Kosuth y Nobuyoshi Araki. Su obra se encuentra en el Museo Artium de Vitoria, el Museo ABC, Madrid, Colección del Ministerio de Asuntos Exteriores de España, de la Colección de la Real Academia de España en Roma, Absolut Colección, etc.